# 波佩爾卡河畔洛姆尼采

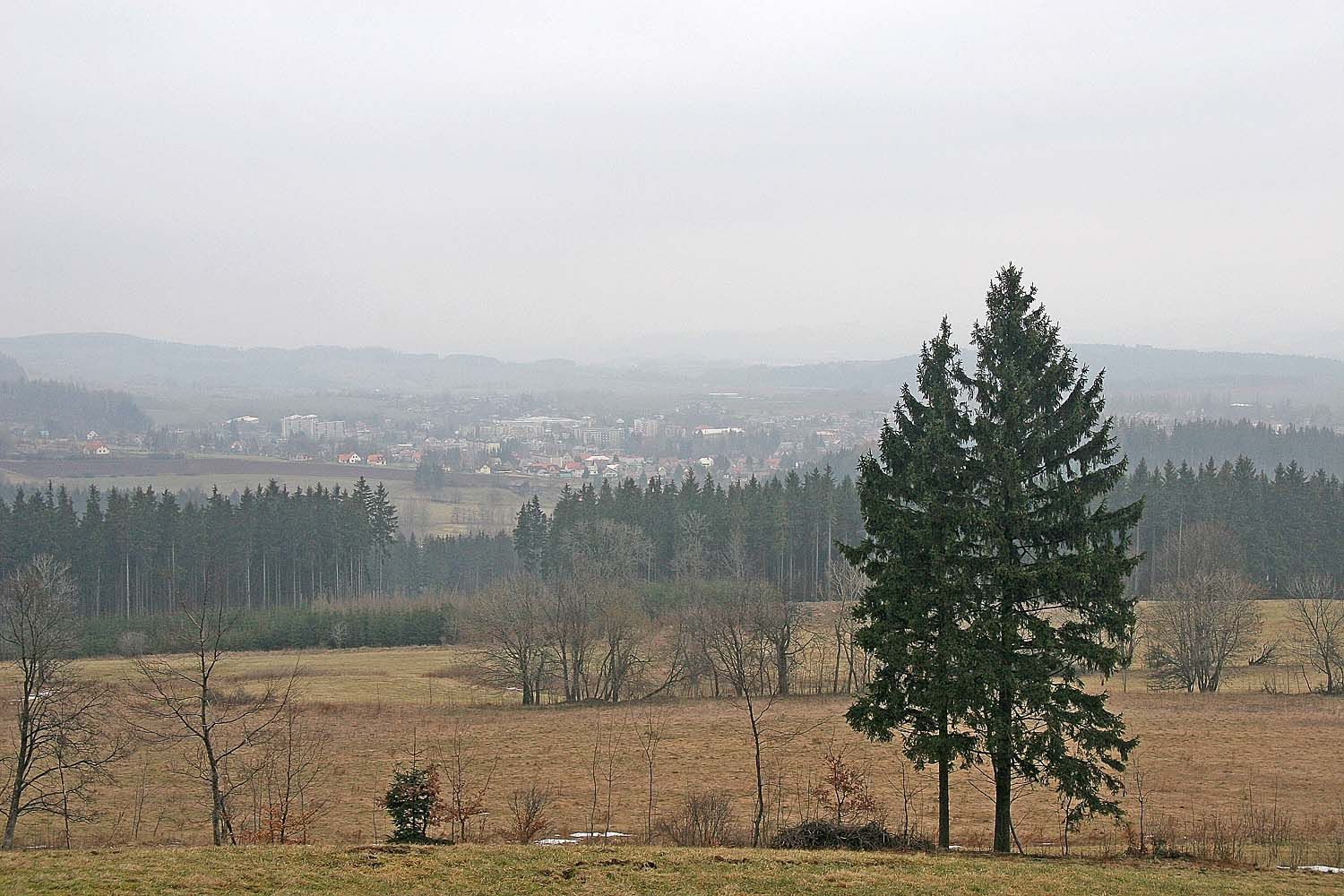

波佩爾卡河畔洛姆尼采是捷克的城鎮，位於該國北部，距離塞米利9公里，由利貝雷茨州負責管轄，面積25.57平方公里，海拔高度478米，鎮上的城堡建於1737年，2011年人口5,815。

## 外部連結
- Municipal website （页面存档备份，存于）